# Programvara

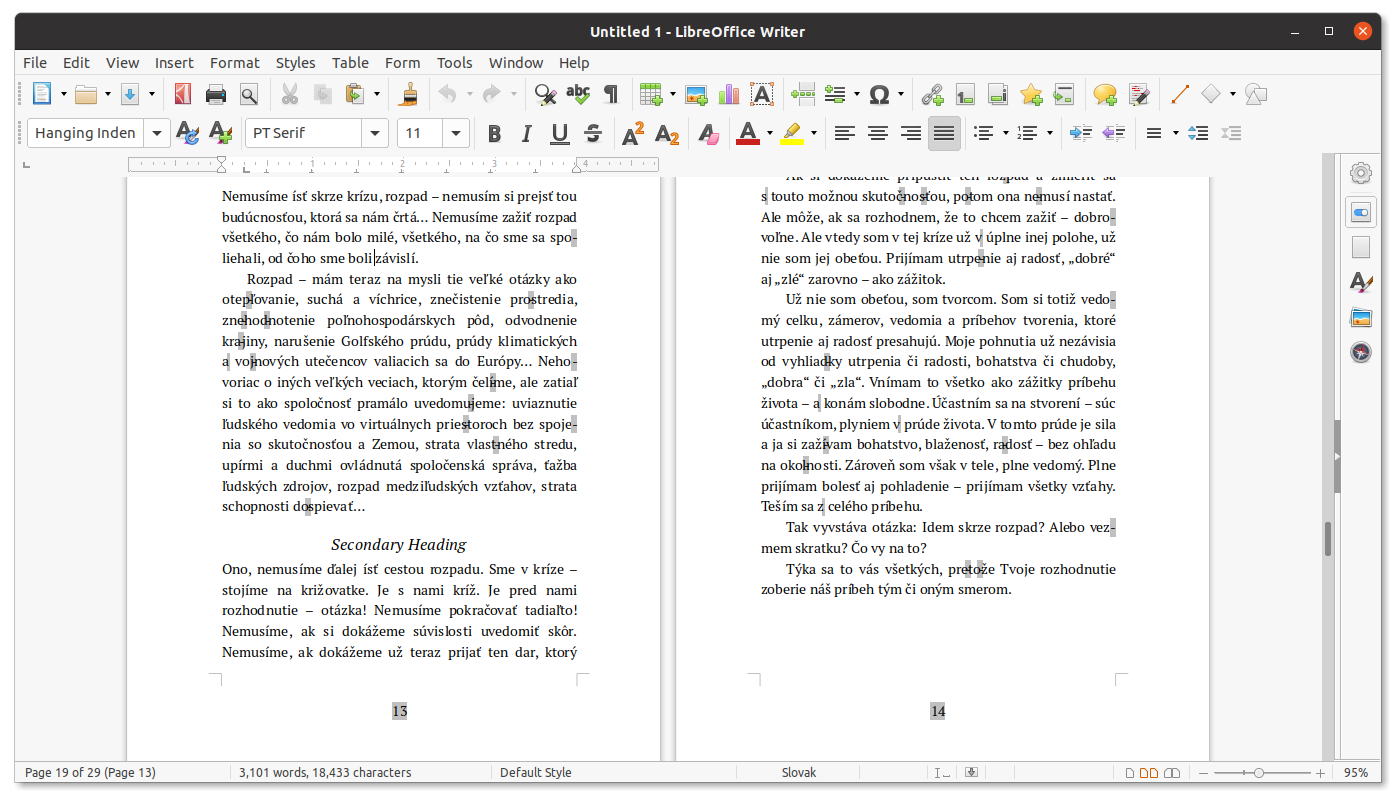
LibreOffice Writer

Programvara eller mjukvara (av engelska: software) är datorprogram, i betydelsen organiserade samlingar av data och maskininstruktioner, vilket utför en avsedd uppgift på ett datorsystem. Programvara skapas med hjälp av programspråk. Svenska datatermgruppen rekommenderar användandet av termen programvara istället för mjukvara.

## Tre lager
Programvara delas ofta upp i tre olika lager:
- Plattformen – den del av programvaran som tillhandahåller den grundläggande infrastrukturen för datorns funktion, såsom BIOS, drivrutiner och operativsystem.
- Tillämpningsprogram, även kallade applikationsprogram eller bara applikationer, är programvara som fyller något direkt syfte för användaren, såsom ordbehandlare, e-postklienter och datorspel.
- Egna program – enkla program som skapats och programmerats av användaren själv, vilket till exempel kan vara skript, kalkylmallar och makroinstruktioner.

## Licenser
Programvarans licens talar om för användaren vilka villkor som gäller vid användning och eventuellt om programvaran får spridas samt modifieras. 

### Freeware och shareware
Freeware (gratisprogram) programvara är programvara som får installeras och användas gratis, men användaren får inga andra rättigheter till programmet. Shareware (utvärderingsprogram) licenserad är gratis endast under en viss testperiod, eller med begränsade funktioner. Ex. bestod datorspelet Dooms shareware version i en del av banorna.

### Fri programvara och öppen källkod
Fri programvara (även öppen källkod) är mjukvara som kan användas, spridas och modifieras mer eller mindre fritt, ofta på villkor att man behåller uppgifter om skapare och licens, ger källkoden åt alla man ger programmet åt och antecknar vilka ändringar man gjort. Dessa fyra "friheter" gäller för fri programvara (så som den definieras av FSF):
- Frihet 0: Friheten att använda programmet för vilket syfte som helst.
- Frihet 1: Friheten att studera och modifiera programmet.
- Frihet 2: Friheten att kopiera programmet så att du kan hjälpa din granne.
- Frihet 3: Friheten att förbättra programmet och sedan offentliggöra dessa förbättringar så att de kommer allmänheten till del.

För att detta ska vara möjligt måste även källkoden för programvaran finnas tillgänglig. Fri programvara kan vara copyleft, vilket innebär att också modifierade varianter faller under samma licens, eller fri att på givna villkor använda också under andra licenser.

### Proprietär programvara
Den mesta kommersiella programvaran är proprietär i bemärkelsen att användaren har mycket begränsad rätt att studera eller göra ändringar i programkoden. Ofta förbjuds detta explicit i programvarulicensen också vad gäller till exempel rättande av fel.

## Programvaruindustrin
Det finns idag många företag världen över som tillverkar och säljer programvara, och det tycks vara en lönsam industri. Bill Gates, grundaren av Microsoft är i dagsläget (2011) världens tredje rikaste människa , vilket han blivit genom att sälja programvara ur Microsoft DOS-, Windows- och Officeserierna. Larry Ellison har genom att sälja sin databasprogramvara Oracle blivit nummer fjorton på samma lista.